# 목동자리 타우
목동자리 타우(Tau Boötis)는 목동자리에 있는 별로 지구에서 51광년 떨어져 있다. 타우는 쌍성이며 주성은 F7V의 흰색-노란색 주계열성이고 반성은 M 분광형을 보이는 적색 왜성이다. 타우 항성계의 나이는 13억 년 정도이다.
타우의 겉보기 등급은 4.5로, 맨눈으로 관찰이 가능하다.
주성 목동자리 타우 A의 질량은 태양의 1.3배로 조금 더 뜨겁고 몇 배 밝다. 반경은 태양의 1.55배 정도이다. 질량으로 계산한 타우 A의 수명은 약 33억 년이다.
반성 목동자리 타우 B는 어두운 적색 왜성이다. B는 A로부터 240AU 떨어져서 공전하고 있다. 공전 주기는 수천 년 정도일 것으로 보인다.

## 행성계
1997년 타우 주변을 도는 행성 목동자리 타우 Ab가 발견되었다. b 외에 더 먼 궤도를 공전하는 행성의 존재가 예측되고 있다. 타우 Ab는 특이한 존재로, 보통의 경우 행성이 항성의 기조력에 의해 조석 고정 현상을 일으키는데 목동자리 타우 A는 행성을 향하여 조석 고정 현상을 보이고 있다. 따라서 행성과 항성은 서로 같은 면을 바라보면서 함께 공전과 자전을 하게 된다. 실제 타우 Ab와 타우 A의 공전주기 및 자전주기는 3.3일로 같다.

## 같이 보기
- 외계 행성